# Адам (имя)
Ада́м (ивр. אָדָם‎, ʼādām, дословно — «красный») — мужское имя. Производные формы: Ада́мушка, А́да, А́дя, Ада́ша. Отчества: Ада́мович (разговорное — Ада́мыч), Ада́мовна. От этого имени произошли фамилии Ада́мов, Ада́менко, Адамчу́к и Адамо́вич..
Имя очень распространено в странах, где распространены авраамические религии. В Библии, Торе и Коране это имя прародителя человечества Адама, первого человека, который был сотворён Богом из красной глины.
Именины: 14 (27) января — преподобный Адам Синайский.